# Mánfa
Mánfa es un pueblo ubicado en el distrito de Komló, en el condado de Baranya, Hungría.

## Superficie
Posee una superficie de 27,70 kilómetros cuadrados.

## Demografía
Hasta 2019 la población era de 687 habitantes, con una densidad de población de 24,80 habitantes por kilómetro cuadrado.